# Кратер

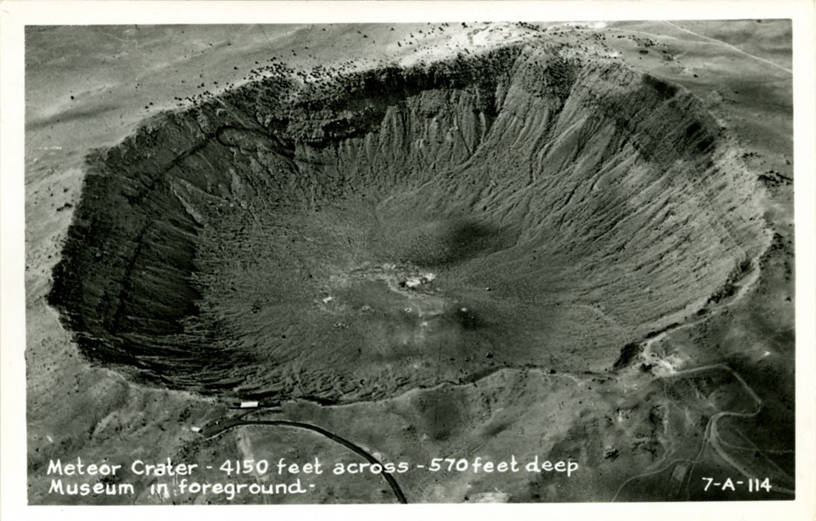
Аризонський метеоритний кратер діаметром 1200 м. Утворений болідом масою 500000 тон.

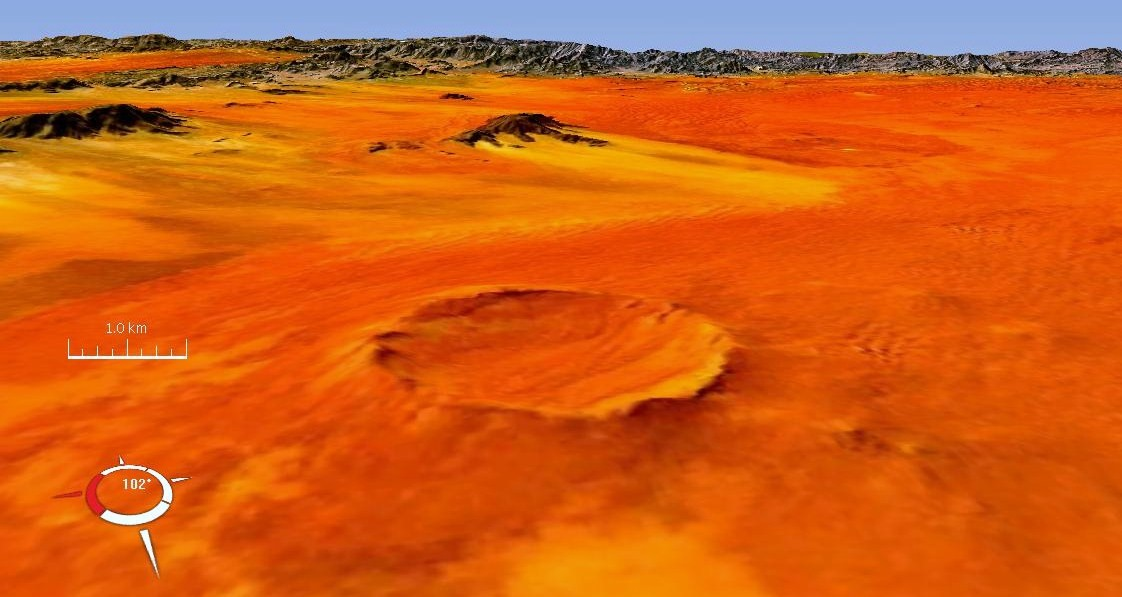
Кратер Roter Kamm у пустелі Наміб

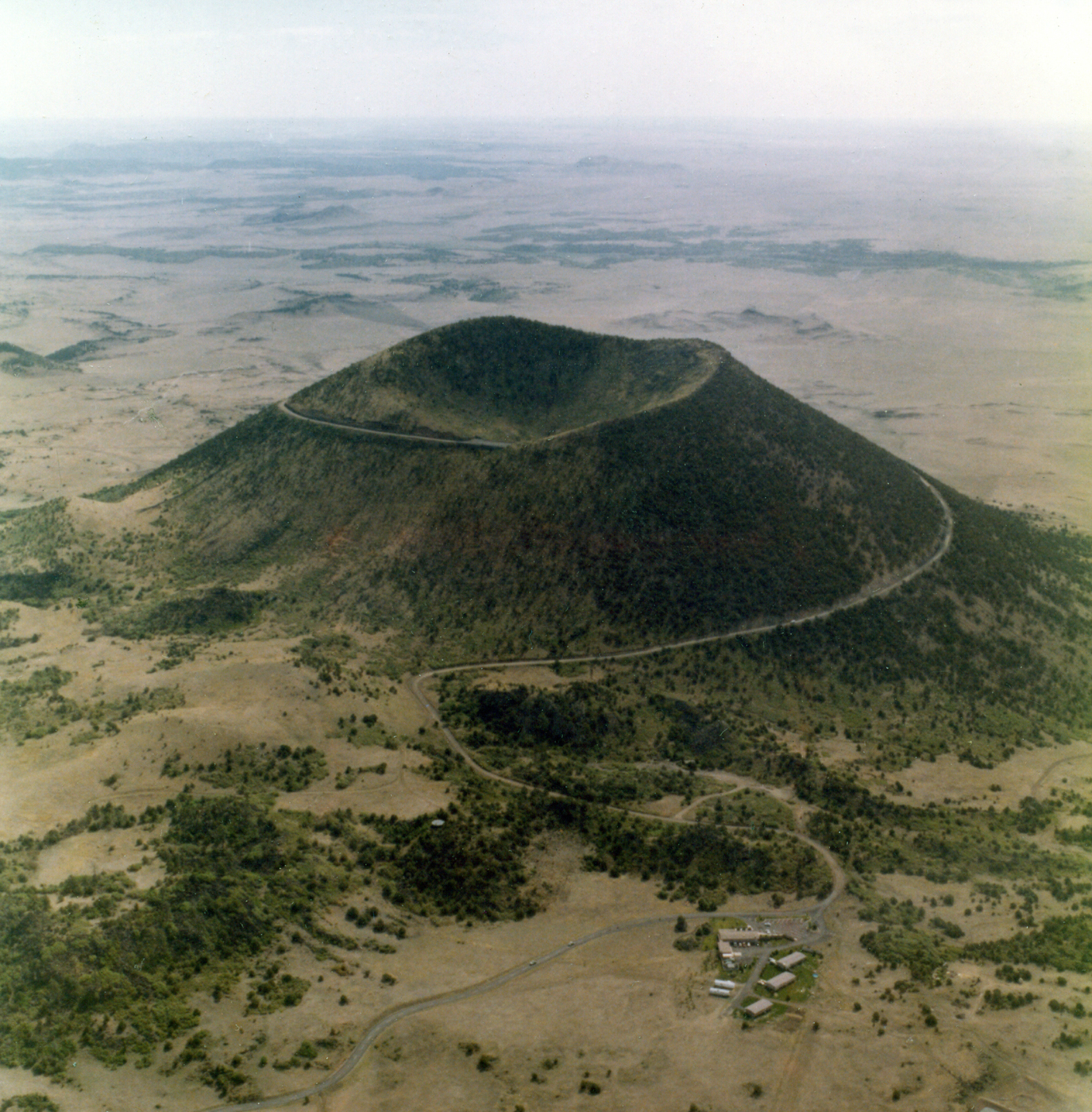
Кратер вулкан Капулін (США, Нью-Мексико)

Кра́тер  — чашоподібне, конусоподібне заглиблення, округла западина.

## Кратер вулкана
Чашкоподібне або конусоподібне заглиблення на вершині або схилі вулкана. Діаметром від десятків метрів до декількох кілометрів. На дні кратера розташовано одне або декілька жерл вулкана.

## Метеоритний кратер
Округла западина на поверхні космічного тіла (наприклад, на Землі, Місяці, планетах), виникнення якої пов'язане з падінням метеоритів.
На Землі відомо понад 110 таких кратерів. Один з перших вивчених, — астроблема у штаті Аризона, США (1905, Д. Баррінджер), — має діаметр 1200 м і глибину 175 м. Вік цього кратера — 30 тис. років, а вік найдавніших виявлених кратерів — до 2 млрд років. В Україні відомі Бовтиський, Оболонський, Іллінецький кратер.